# X'mas Celebration
『X'mas Celebration』（クリスマスセレブレーション）は、Q;indiviのスピンオフとしてQ;indivi Starring Rin Oikawa名義で2009年11月6日にHMVのみで発売、2009年11月11日にiTunes Storeにて配信されたミニアルバムである。

## 概要
本作はHMVの「Next Floor」キャンペーンにおける独占盤のひとつとして2009年11月21日に発売予定の『Winter Celebration』の発売に先駆け発売された。そのため、HMVでは「X'mas Celebration From Next Floor」と表記されている。

## 解説
『Winter Celebration』のリード曲「Silent Night」「Last Christmas」の2曲はフル収録、「We Wish You A Merry Christmas」「I Saw Mommy Kissng Santa Claus」の2曲はRin Oikawaがトラックをバックに歌詞を朗読している。また、前作『Celebration』から「結婚行進曲」のWinter Remixを収録した5曲となっている。

## 収録曲
1. Silent Night
  - 作詞：ヨゼフ・モール
  - 作曲：フランツ・クサーヴァー・グルーバー
2. Last Christmas
  - 作詞：ジョージ・マイケル
  - 作曲：ジョージ・マイケル
3. We Wish You A Merry Christmas - Next Album Preview Ver.
  - 作詞：イギリス民謡
  - 作曲：イギリス民謡
4. I Saw Mommy Kissing Santa Claus - Next Album Preview Ver.
  - 作詞：トミー・コナー
  - 作曲：トミー・コナー
5. Wedding March-結婚行進曲 - Winter Remix
  - 作曲：メンデルスゾーン